# Fronteira Bósnia e Herzegovina–Croácia
A fronteira Bósnia e Herzegovina-Croácia é formada por dois trechos de linha fronteiriça entre a Bósnia e Herzegovina e a Croácia. Devido ao acesso ao mar concedido à Bósnia e Herzegovina, esta fronteira tem a particularidade de ter duas componentes distintas: a maior entre a tríplice fronteira com a Sérvia e o mar e a menor entre o mar e a tríplice fronteira com o Montenegro.
São 932 km divididos em dois trechos separados pela única e estreita saída da Bósnia e Herzegovina para o mar, em Neum:
- 828 km - trecho sudoeste-norte (ao norte de Neum) - se estende como uma linha ao sudoeste da Bósnia e Herzegovina, quase paralela ao Mar Adriático, complementada pela linha ao norte da Bósnia que vai até à tríplice fronteira dos dois países com a Sérvia; essa fronteira passa por oito condados croatas e segue o rio Sava.
- 104 km - trecho ao sul de Neum - linha também no sudoeste da Bósnia, que separa esse país do Condado de Dubrovnik-Neretva do litoral croata no Adriático. Vai até à fronteira dos dois países com Montenegro.

## História
A fronteira já existia desde os tempos da República de Veneza, que em 1699, sob a paz de Karlowitz, expandiu suas possessões na Dalmácia às custas do Império Otomano. Em 1797, Veneza foi anexada ao Império Austríaco. No período de 1809-1813, as terras venezianas faziam parte da França e, posteriormente, formaram parte das Províncias Ilírias para retornar novamente sob o domínio austríaco. Durante o período do Império Austro-Húngaro, a parte húngara do Reino da Croácia-Eslavônia e Dalmácia fazia fronteira com a Bósnia otomana. Após a nova anexação da Bósnia e Herzegovina à Áustria, a fronteira estabeleceu o perfil que mantém até hoje, embora no período entre guerras tenha sido parcialmente modificada. Nos anos 1946-1991 foi uma fronteira interna na República Socialista Federal da Iugoslávia. Desde 1991 voltou a ser fronteira entre dois Estados independentes, após as declarações de independência da Bósnia-Herzegovina e da Croácia. A fronteira foi confirmada em 1995 com os acordos de Dayton.
Desde 1 de julho de 2013 e a adesão da Croácia à União Europeia, constitui uma fronteira externa da União Europeia.